# Crespina Lorenzana
Crespina Lorenzana är en kommun i provinsen Pisa i regionen Toscana i Italien. Kommunen hade 5 436 invånare (2018).
Kommunen Crespina Lorenzana bildades den 1 januari 2014 genom en sammanslagning av de tidigare kommunerna Crespina och Lorenzana.